# Analogue (entreprise)
Analogue est une entreprise américaine spécialisée dans la conception, le développement et la commercialisation de matériel retro de jeux vidéo.

## Histoire
Analogue est une société fondée en 2011 par l'américain Christopher Taber. Elle s'est spécialisée dans la réédition d'anciennes consoles avec des éléments contemporains. Ce de fait, Analogue souhaite éviter l'émulation puisqu'elle utilise une architecture de FPGA (field-programmable gate array) pour la fabrication des consoles, autrement dit un circuit logique programmable. Ainsi, cette technologie permet de retrouver une expérience de jeu semblable à la console d'origine avec la possibilité d'utiliser une cartouche ou une manette d'origine bien que la connectique soit moderne.
L'entreprise a une volonté de proposer la meilleure qualité de fabrication possible et même de décliner certaines d'entre elles en version « Deluxe ». Ainsi, la société propose une version tout en bois de la console Neo-Geo MVS de SNK, ou encore une réédition de la Nintendo Entertainment System de Nintendo en aluminium.

## Produits
- Analogue CMVS (introduit en 2011)[3] ;
- Analogue Arcade Stick (introduit en 2012)[4] ;
- Analogue Nt (en) (introduit en 2014)[5],[6] ;
- Analogue Nt Mini (en) (introduit en 2016)[7] ;
- Analogue Super Nt (en) (introduit en 2017)[8] ;
- Analogue Mega Sg (en) (introduit en 2018)[9] ;
- Analogue Pocket (introduite en 2019)[10] ;
- Analogue Duo (introduite en 2023)[11] ;
- Analogue 3D (annoncé en 2023, en cours de développement)[12].

## Accueil
D'une manière générale, les produits d'Analogue sont positivement accueillis puisqu'il participe à la préservation du jeu vidéo,.
En 2021, l'Analogue Pocket est honoré lors du Consumer Electronics Show en tant que produit innovant de l'année. En 2022, le même produit reçoit un Red Dot Design Award. En effet, le jury estime que la console est « techniquement sophistiquée » et rajoute : « bien que le design reprenne celui de la Game Boy classique, il a été transposé avec succès dans une forme mince et contemporaine ».
En outre, le magazine Fast Company classe Analogue parmi « les 10 entreprises de produits électroniques grand public les plus innovantes de 2022 ».